# Presidenti della Provincia di Brescia
Elenco dei presidenti dell'amministrazione provinciale di Brescia.

## Regno d'Italia (1861-1946)

### Presidenti del Consiglio provinciale (1860-1926)
| Nº  | Nº | Ritratto | Nome                             | Mandato | Mandato | Partito          |
| Nº  | Nº | Ritratto | Nome                             | Inizio  | Fine    | Partito          |
| --- | -- | -------- | -------------------------------- | ------- | ------- | ---------------- |
| 1   |    |          | Giovanni Battista Nicolini       | 1860    | 1861    | Destra storica   |
| 2   |    |          | Giovanni Martinengo di Villagana | 1861    | 1863    | Destra storica   |
| 3   |    |          | Francesco Cuzzetti               | 1863    | 1867    | Sinistra storica |
| (2) |    |          | Giovanni Martinengo di Villagana | 1867    | 1868    | Destra storica   |
| 4   |    |          | Diogene Valotti                  | 1868    | 1873    | Destra storica   |
| 5   |    |          | Marino Ballini                   | 1873    | 1875    | Sinistra storica |
| (4) |    |          | Diogene Valotti                  | 1875    | 1880    | Destra storica   |
| 6   |    |          | Giovanni Luscia                  | 1880    | 1881    | Destra storica   |
| (5) |    |          | Marino Ballini                   | 1881    | 1882    | Sinistra storica |
| 7   |    |          | Giuseppe Zanardelli              | 1882    | 1895    | Sinistra storica |
| 8   |    |          | Ludovico Bettoni Cazzago         | 1895    | 1901    | Destra storica   |
| 9   |    |          | Bortolo Benedini                 | 1901    | 1902    | Destra storica   |
| (7) |    |          | Giuseppe Zanardelli              | 1902    | 1904    | Sinistra storica |
| 10  |    |          | Pietro Frugoni                   | 1904    | 1914    | Destra storica   |
| 11  |    |          | Carlo Fisogni                    | 1914    | ?       | Destra storica   |

### Presidenti della deputazione provinciale (1889-1929)
Dal 1860 fino al 1889 la deputazione provinciale era presieduta d'ufficio dal prefetto della provincia. Si rimanda all'apposita voce.
| Nº | Nº | Ritratto | Nome                                                               | Mandato           | Mandato           | Partito                    | Note        |
| Nº | Nº | Ritratto | Nome                                                               | Inizio            | Fine              | Partito                    | Note        |
| -- | -- | -------- | ------------------------------------------------------------------ | ----------------- | ----------------- | -------------------------- | ----------- |
| 1  |    |          | Diogene Valotti                                                    | 2 dicembre 1889   | 18 settembre 1891 | Destra storica             | [ 3 ] [ 4 ] |
| 2  |    |          | Angelo Manzini                                                     | 18 settembre 1891 | 14 agosto 1893    | Sinistra storica           | [ 4 ]       |
| 3  |    |          | Giovanni Quistini                                                  | 14 agosto 1893    | 12 agosto 1895    | Sinistra storica           | [ 4 ]       |
| 4  |    |          | Pietro Frugoni                                                     | 12 agosto 1895    | 10 agosto 1903    | Destra storica             | [ 4 ]       |
| 5  |    |          | Bortolo Benedini                                                   | 10 agosto 1903    | 22 febbraio 1904  | Destra storica             | [ 4 ]       |
| 6  |    |          | Giuliano Corniani                                                  | 22 febbraio 1904  | 21 novembre 1908  | Destra storica             | [ 4 ]       |
| 7  |    |          | Donato Fossati                                                     | 21 novembre 1908  | 13 gennaio 1924   | Destra storica             | [ 4 ]       |
| –  |    |          | Giovanni Tafuri (Presidente della Commissione straordinaria)       | 13 gennaio 1924   | maggio 1925       |                            | [ 4 ] [ 5 ] |
| –  |    |          | Giacomo Salvetti (Presidente della Commissione straordinaria)      | maggio 1925       | marzo 1926        |                            | [ 4 ]       |
| –  |    |          | Giorgio Porro Savoldi (Presidente della Commissione straordinaria) | marzo 1926        | 28 aprile 1929    | Partito Nazionale Fascista | [ 4 ]       |

### Presidi del Rettorato (1929-1945)
| Nº | Nº | Ritratto | Nome                                         | Mandato           | Mandato           | Partito                    | Note        |
| Nº | Nº | Ritratto | Nome                                         | Inizio            | Fine              | Partito                    | Note        |
| -- | -- | -------- | -------------------------------------------- | ----------------- | ----------------- | -------------------------- | ----------- |
| 1  |    |          | Giorgio Porro Savoldi                        | 28 aprile 1929    | 14 marzo 1934     | Partito Nazionale Fascista | [ 4 ] [ 6 ] |
| –  |    |          | Umberto Petragnani (Commissario prefettizio) | 15 marzo 1934     | 21 maggio 1934    | Partito Nazionale Fascista | [ 4 ]       |
| –  |    |          | Oreste Buffoli (Commissario prefettizio)     | 21 maggio 1934    | 3 agosto 1934     | Partito Nazionale Fascista | [ 4 ]       |
| 2  |    |          | Oreste Buffoli                               | 3 agosto 1934     | febbraio 1943     | Partito Nazionale Fascista | [ 4 ]       |
| 3  |    |          | Pietro Bersi                                 | febbraio 1943     | 1º settembre 1943 | Partito Nazionale Fascista | [ 4 ] [ 7 ] |
| –  |    |          | Defendente Meda (Commissario prefettizio)    | 1º settembre 1943 | 1º ottobre 1943   |                            | [ 4 ]       |
| –  |    |          | Francesco Diana (Commissario prefettizio)    | 2 ottobre 1943    | 17 gennaio 1944   |                            | [ 8 ] [ 4 ] |
| –  |    |          | Guido Bellometti (Commissario prefettizio)   | 17 gennaio 1944   | aprile 1945       | Partito Nazionale Fascista | [ 8 ] [ 4 ] |

## Repubblica Italiana (dal 1946)

### Presidenti della deputazione (1945-1951)
| Nº | Nº | Ritratto | Nome          | Mandato        | Mandato        | Partito                   |
| Nº | Nº | Ritratto | Nome          | Inizio         | Fine           | Partito                   |
| -- | -- | -------- | ------------- | -------------- | -------------- | ------------------------- |
| 1  |    |          | Arturo Reggio | 19 maggio 1945 | 27 maggio 1951 | Partito Liberale Italiano |

### Presidenti della Provincia (dal 1951)

#### Eletti dal Consiglio provinciale (1951-1995)
| Nº | Nº | Ritratto | Nome              | Mandato        | Mandato        | Partito                     | Elezione |
| Nº | Nº | Ritratto | Nome              | Inizio         | Fine           | Partito                     | Elezione |
| -- | -- | -------- | ----------------- | -------------- | -------------- | --------------------------- | -------- |
| 1  |    |          | Ercoliano Bazoli  | 27 maggio 1951 | 7 giugno 1970  | Democrazia Cristiana        |          |
| 2  |    |          | Mino Martinazzoli | 7 giugno 1970  | 17 aprile 1972 | Democrazia Cristiana        |          |
| 3  |    |          | Tarcisio Gitti    | 17 aprile 1972 | 15 giugno 1975 | Democrazia Cristiana        |          |
| 4  |    |          | Bruno Boni        | 15 giugno 1975 | 12 maggio 1985 | Democrazia Cristiana        |          |
| 5  |    |          | Vittorio Marniga  | 12 maggio 1985 | 6 maggio 1990  | Partito Socialista Italiano |          |
| 6  |    |          | Costanzo Valli    | 6 maggio 1990  | 7 maggio 1995  | Partito Socialista Italiano |          |

#### Eletti direttamente dai cittadini (1995-2014)
| Nº | Nº             | Ritratto      | Nome            | Mandato        | Mandato         | Partito                              | Elezione |
| Nº | Nº             | Ritratto      | Nome            | Inizio         | Fine            | Partito                              | Elezione |
| -- | -------------- | ------------- | --------------- | -------------- | --------------- | ------------------------------------ | -------- |
| 7  |                |               | Andrea Lepidi   | 7 maggio 1995  | 27 giugno 1999  | Partito Popolare Italiano            | 1995     |
| 8  |                |               | Alberto Cavalli | 27 giugno 1999 | 28 giugno 2004  | Forza Italia Il Popolo della Libertà | 1999     |
| 8  | 28 giugno 2004 | 7 giugno 2009 | Alberto Cavalli | 2004           |                 | Forza Italia Il Popolo della Libertà |          |
| 9  |                |               | Daniele Molgora | 7 giugno 2009  | 13 ottobre 2014 | Lega Nord                            | 2009     |

#### Eletti dai sindaci e consiglieri della provincia (dal 2014)
| Nº | Nº | Ritratto | Nome                  | Mandato          | Mandato         | Partito                       | Elezione |
| Nº | Nº | Ritratto | Nome                  | Inizio           | Fine            | Partito                       | Elezione |
| -- | -- | -------- | --------------------- | ---------------- | --------------- | ----------------------------- | -------- |
| 10 |    |          | Pier Luigi Mottinelli | 13 ottobre 2014  | 2 novembre 2018 | Partito Democratico           | 2014     |
| 11 |    |          | Samuele Alghisi       | 1º novembre 2018 | 30 gennaio 2023 | Partito Democratico           | 2018     |
| 12 |    |          | Emanuele Moraschini   | 30 gennaio 2023  | in carica       | Indipendente di centro-destra | 2023     |